# Askí
Askí, en grec moderne : Ασκοί est un village du dème de Minóa Pediáda, en Crète, en Grèce. Selon le recensement de 2001, la population d'Askí compte 320 habitants. Il est situé à une altitude de 530 m, à 10 km de Kastélli.